# Перков Салаш
Перков Салаш се налази на јужним падинама Фрушке горе, у селу Нерадин. Име је добио по надимку једног од предака данашњих власника.
Карактерише га аутентични сеоски амбијент, са сеоском кућом преуређеном у музеј старих одевних и украсних предмета и намештаја. У њему су стари кревети са удобним мадрацима пуњеним кукурузном љуштиком, масивно огледало рађено у дуборезу и читав низ аутентичног посуђа и предмета за свакодневну употребу. Амбијент је употпуњен завесама и постељином старим два века. У продужетку је наткривена просторија, својеврсна трпезарија у којој се послужују јела. У истој просторији је разбој стар више од 150 година, плугови и дрљача некада неопходна за обраду оранице. У дну дворишта су камаре од наслаганих бала сена и сламе иза којих је економско двориште. Ту су и баштица, две-три воћке и неколико стабала различитог дрвећа.
Посетиоцима салаша у понуди је јеловник са домаћом кухињом пилећи или јунећи паприкаш с домаћим мешеним резанцима, парадајз чорба с тиквицама, супа, штрудла с маком или орасима, домаћа ракија, вино, природни сокови и старински колачи и слатке пите.